# Hannoveraner (Pferd)
Der Hannoveraner ist eine deutsche Reitpferderasse, die zahlenmäßig zu den stärksten Warmblutzuchten weltweit gehört.

## Äußeres Erscheinungsbild und Charakter
Der Hannoveraner ist ein typisches modernes Sportpferd im Rechteckformat (länger als hoch).
Gezüchtet wird der Hannoveraner als Rasse mit besonderer Eignung für den Reitsport. Es werden Pferde angestrebt, die aufgrund ihrer inneren Eigenschaft, der Rittigkeit, ihres äußeren Erscheinungsbildes, des Bewegungsablaufs, der Springveranlagung und der Gesundheit ideale Leistungs- und Freizeitpferde sind.
Auf dieser Grundlage wird die Zucht von Pferden mit einer Schwerpunktveranlagung für eine der Disziplinen Dressur, Springen oder Vielseitigkeit angestrebt.
Mit den oben genannten Eigenschaften wird auch die Zucht von Pferden bevorzugt, die außerdem Qualitäten für den Fahrsport haben.
Dieses Zuchtziel bietet darüber hinaus jedem einzelnen Züchter genügend Spielraum, seine eigenen Vorstellungen umzusetzen.
Es existiert eine Bandbreite von unterschiedlichen Typen, die vom harten, blutgeprägten Pferd bis zum sogenannten Kommandeurspferd (besonders großrahmiger, stämmiger Typ) reichen. Angestrebt wird ein Stockmaß um 165 cm.
Der Hannoveraner zeichnet sich durch sein Gangwerk aus, das ihn für den großen Sport prädestiniert. Er ist sowohl in der Dressur-, im Spring- und im Vielseitigkeitsport einsetzbar und gilt als gelehrig, aufmerksam, ausgeglichen, aber auch als temperamentvoll. Der Hannoveraner hat ein ausgeglichenes, nervenstarkes, aber waches Temperament sowie einen umgänglichen, unkomplizierten, aber sensiblen Charakter. Zudem eignet er sich als Fahr-, Jagd- und Freizeitpferd.

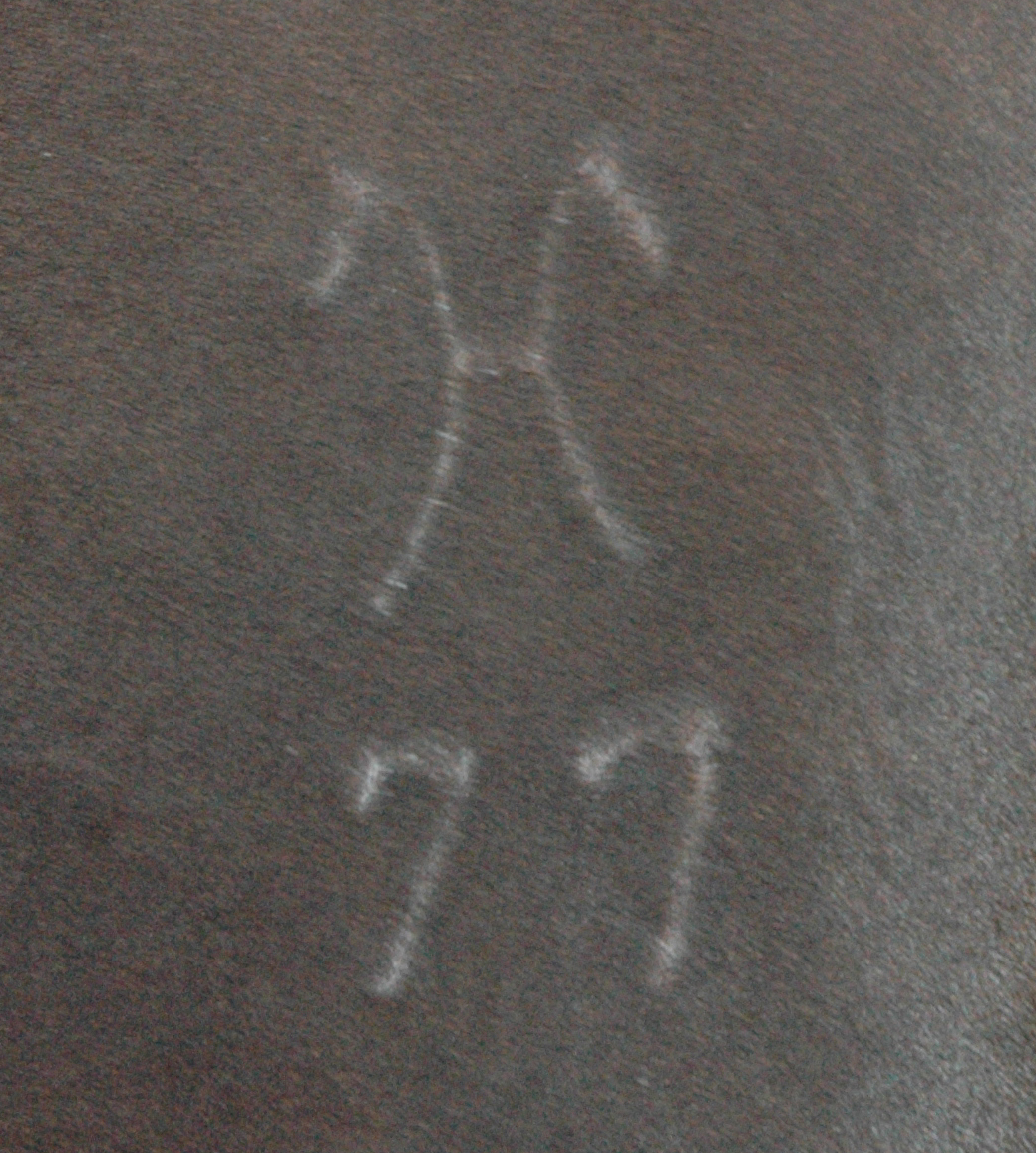
Der hannoversche Fohlenbrand

## Zuchtgeschichte
Die Hannoveranerzucht lässt sich bis in das 16. Jahrhundert zurückverfolgen. Der Hannoveraner wurde für die Landwirtschaft und für den Militärdienst gezüchtet. Die Grundlage für die heutige Zucht stellt die Gründung des Landgestüts Celle am 27. Juli 1735 dar, mit der die zentrale Registrierung von Bedeckungen und Abfohlmeldungen eingeführt wurde. Zu Beginn des 19. Jahrhunderts wurden vermehrt Vollblut- und englische Halbbluthengste zur Veredelung des „Hannöverschen Pferdes“ eingesetzt. Nach 1870 erfolgte die Konsolidierung der Zucht unter Berücksichtigung der einheimischen Stämme, bei der die Kutsch- und Militäreignung des Hannoveraners im Vordergrund stand. In diese Zeit fällt die Gründung des Hannoverschen Stutbuches 1888, dem Vorgänger des Hannoveraner Verbandes.
Kennzeichnend für die Hannoveraner Zucht war die vorrangige Haltung von Zuchtstuten bei bäuerlichen Züchtern, unterstützt durch das niedersächsische Landgestüt in Celle und dessen Deckstationen. Bis in die frühe Nachkriegszeit war noch ein in allen Belangen der Landwirtschaft einsetzbarer Pferdetyp Schwerpunkt der Zucht. Nach der weitgehenden Mechanisierung der Landwirtschaft wurde die Zucht auf den neuen Sporttyp umgestellt, vor allem durch Einsatz von Vollblütern und Trakehnern als Veredler. Die Hannoveraner Zucht war damit „Trendsetter“ für die übrige deutsche Warmblutzucht. 2005 fusionierte der Verband Hessischer Pferdezüchter mit dem Hannoveraner Verband. 2014 folgte die Fusion mit der Abteilung A des Rheinischen Pferdestammbuchs.
Einer der herausragendsten Hannoveraner Dressurpferdevererber der vergangenen Jahre war der 1984 geborene Hengst Weltmeyer von World Cup I aus der Staatsprämienstute Anka, der bis zu seinem Tode 2011 im Eigentum des Celler Landgestütes stand. Weltmeyer wurde 1986 Körungssieger in Verden und 1987 Bundeschampion der dreijährigen Reitpferde. Bei der Hengstleistungsprüfung im gleichen Jahr in Adelheidsdorf erzielte er einen Index von 143,96. 1998 wurde ihm der Titel „Hannoveraner Hengst des Jahres“ verliehen. Von Weltmeyers männlichen Nachkommen wurden 86 für Hannover gekört, während seine Töchter in 445 Fällen die Staatsprämie erhielten. Sein Sohn Wolkentanz gab seine Qualitäten weiter und wurde 1996 Bundeschampion.
Zu den erfolgreichsten Springpferdevererbern der vergangenen Jahre zählt der 1993 geborene Landbeschäler Stakkato von Spartan aus der Pia. Er wurde in Verden gekört und absolvierte seine Hengstleistungsprüfung 1995 in Adelheidsdorf mit dem besten Springindex von 144,39 Punkten. Drei Jahre später wurde Stakkato mit Eva Bitter in Warendorf Bundeschampion der deutschen Springpferde. Es schlossen sich zahlreiche internationale Erfolge an, fünfmal ging er in Nationenpreisen für Deutschland an den Start. 2003 verhalf er seiner Reiterin in Gera zum Titel der Deutschen Meisterin. 2007 wurde er mit dem Titel „Hannoveraner Hengst des Jahres“ ausgezeichnet. Vierundvierzig seiner Söhne wurden für Hannover gekürt; 81 Töchter sind Staatsprämienstuten. Im September 2012 wurde Stakkato im Alter von 19 Jahren anlässlich der Bundeschampionate in Warendorf aus dem Sport verabschiedet.

### Hannoveraner Stutenstämme
Die Stutenstämme habe eine besondere Bedeutung in der Pferdezucht. Stuten aus durchgezüchteten, vererbungssicheren Stämmen, die sich teilweise seit mehreren Generationen in Züchterbesitz befinden, sind sehr wertvoll und Voraussetzung für eine erfolgreiche Zucht. „Züchten heißt in Generationen zu denken“ ist eine alte Weisheit nicht nur in der Pferdezucht.
2010 hat der Hannoveraner Verband eine Systematik für die Stutenstämme entwickelt, bei der alle Zuchtstuten, die 2006 in eine Abteilung des Stutbuchs eingetragen waren, bis auf die jeweilige Stammstute zurückverfolgt wurde. Basis war der erste Band des Hannoveraner Stutbuchs von 1888. Es konnten 1.548 Stutenstämme hannoverschen Ursprungs identifiziert werden, die nach der Herkunft ihrer Stammstute in fünf Regionen unterteilt wurden.
Es wurden Stammnamen vergeben. Stammname ist grundsätzlich der Name der Stammstute, also der erstmals in einem Hannoveraner Zuchtbuch eingetragenen Stute. Zusätzlich zu der Stammnummer, die sich aus Herkunftsregion und Geburtsjahr der Stammstuten zusammensetzt, und dem Namen wird der Besitzer der Stammstute zum Zeitpunkt der Eintragung mit Name, Wohnort und Landkreis genannt. Die Stamminformationen sind ab 2010 in den Equidenpässen der Hannoveraner eingedruckt.

## Zuchtverband

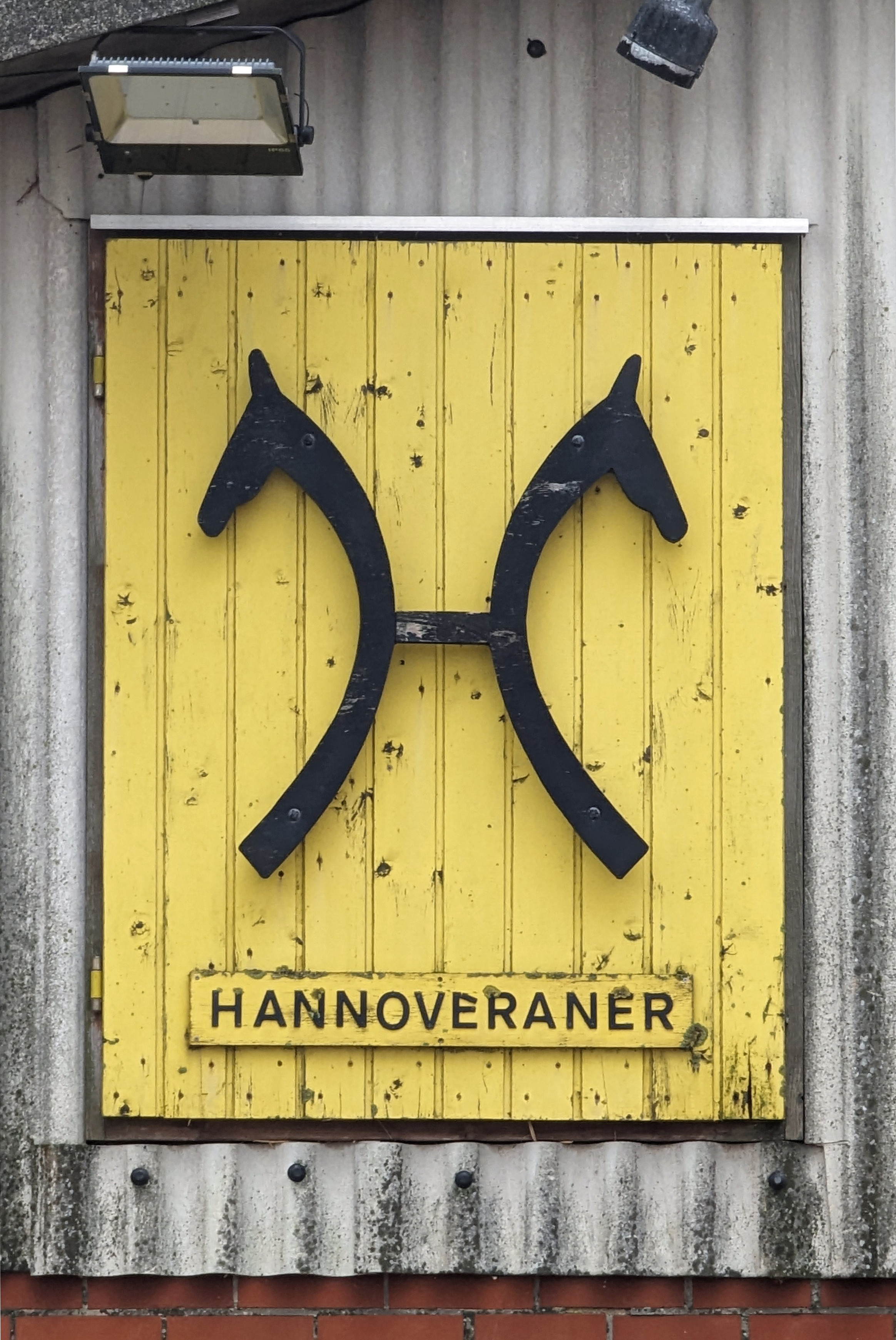

Der Hauptsitz des Hannoveraner Verbandes liegt in Verden. Dort werden in den Zuchtbüchern alle Daten und Informationen gesammelt und Equidenpässe ausgestellt. Auf dem Gelände der Niedersachsenhalle finden auch die großen Veranstaltungen Körungen, Turniere, Stutenschauen und Auktionen statt.

### Verdener Auktion
Die Verdener Auktion wird seit 1949 veranstaltet. Zu den Initiatoren gehörte Hans Joachim Köhler. Die erste Verdener Auktion fand im Winter 1949 in der Brunnenweg Kaserne statt. Das Veranstaltungskonzept wurde weiterentwickelt, sodass bei der dritten und vierten Auktion mit mehr als 40 Pferden gute Erlöse erzielt worden sind. In der Folge wurde die vorhandene Rinderauktionshalle am Lönsweg umgebaut und für die nunmehr halbjährlichen Pferdepräsentationen genutzt. Im Jahre 1972 wurde die Niedersachsenhalle an der Lindhooper Straße als Auktionshalle errichtet und im Herbst mit der 47. Verdener Auktion eingeweiht. Nach 35 Jahren und 70 Auktionen trat Köhler als Verantwortlicher von seiner Position zurück. Heute (2024) werden alle zwei bis drei Monate Pferde für verschiedene Anforderungen aus dem Zuchtgebiet vom Hannoveraner Verband versteigert. Es werden Fohlen, Zuchtstuten, gekörte Hengste und Reitpferde für die Disziplinen Dressur, Springen, Vielseitigkeit und Freizeit angeboten, sowie Pferde für den Fahrsport. Die Pferde werden vor der Auktion tierärztlich untersucht. Die Live-Auktionen finden in der Niedersachsenhalle statt.

## Erfolgreiche Hannoveraner

### Olympiasieger

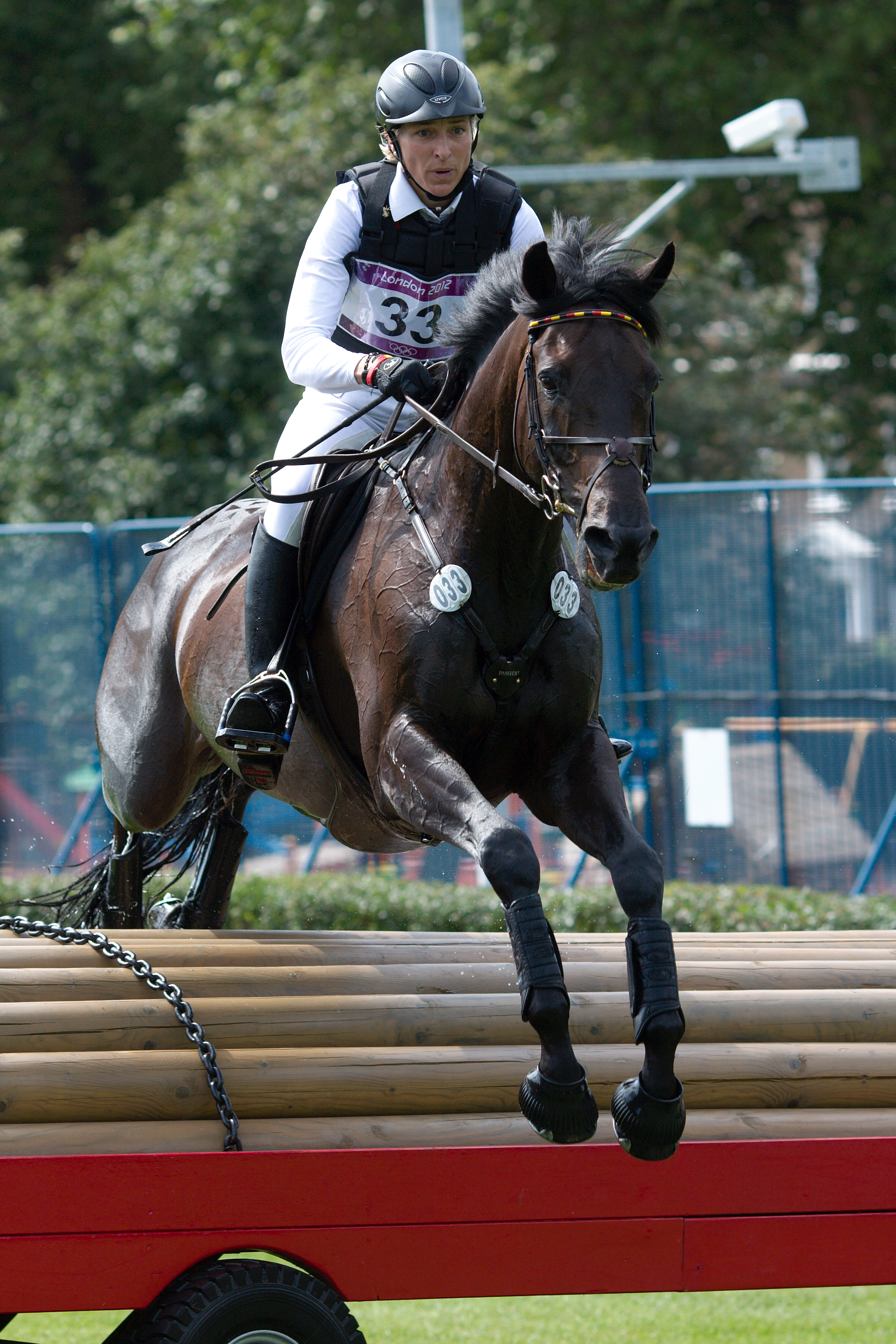
Mannschaftsolympiasieger: Ingrid Klimke und ihr Hannoveraner Wallach FRH Butts Abraxxas bei den Olympischen Sommerspielen 2012

- 1928 Amsterdam – Einzelgold Dressur: Draufgänger v. Aldech/Nordgraf mit Carl Friedrich Frhr. von Langen
- 1928 Amsterdam – Mannschaftsgold Dressur: Draufgänger v. Aldech/Nordgraf mit Carl Friedrich Frhr. von Langen
- 1936 Berlin – Mannschaftsgold Springen: Alchimist v. Amalfi/Colonus mit Heinz Brandt
- 1960 Rom – Mannschaftsgold Springen: Ferdl v. Ferdinand/Feo mit Alwin Schockemöhle
- 1964 Tokio – Mannschaftsgold Springen: Dozent II v. Deputant/Schuß mit Hermann Schridde
- 1964 Tokio – Mannschaftsgold Dressur: Dux v. Duellant/Staatsanwalt mit Reiner Klimke
- 1968 Mexiko – Mannschaftsgold Dressur: Dux v. Duellant/Staatsanwalt mit Reiner Klimke
- 1972 München – Mannschaftsgold Springen: Askan v. Almhügel/Agram mit Gerd Wiltfang und Simona v. Weingeist/Angola mit Hartwig Steenken
- 1976 Montreal – Einzelgold Springen: Warwick Rex v. Wortschwall/Allwieder mit Alwin Schockemöhle
- 1976 Montreal – Mannschaftsgold Dressur: Woyceck v. Wunsch II/Deputant mit Harry Boldt und Mehmed v. Ferdinand/Altried mit Reiner Klimke
- 1988 Seoul – Mannschaftsgold Springen: Walzerkönig v. Watzmann/Absatz mit Franke Sloothaak
- 1988 Seoul – Mannschaftsgold Vielseitigkeit: Shamrock v. Shogun xx/Dominik mit Matthias Baumann und Sherry FRH v. Sudan xx/Florentiner II mit Thies Kaspareit
- 1992 Barcelona – Mannschaftsgold Springen: Ratina Z v. Ramiro/Alme Z mit Piet Raijmakers und Top Gun v. Grannus/Winnetou mit Jan Tops
- 1992 Barcelona – Mannschaftsgold Dressur: Gigolo FRH v. Graditz/Busoni xx mit Isabell Werth und Grunox v. Grunewald/Absatz mit Monica Theodorescu
- 1992 Barcelona – Einzelgold Vielseitigkeit: Kibah Tic Toc v. Domherr mit Matthew Ryan
- 1992 Barcelona – Mannschaftsgold Vielseitigkeit: Kibah Tic Toc v. Domherr mit Matthew Ryan
- 1996 Atlanta – Einzelgold Dressur: Gigolo FRH v. Graditz/Busoni xx mit Isabell Werth
- 1996 Atlanta – Mannschaftsgold Dressur: Gigolo FRH v. Graditz/Busoni xx mit Isabell Werth und Grunox v. Grunewald/Absatz mit Monica Theodorescu
- 2000 Sydney – Mannschaftsgold Springen: Goldfever v. Grosso Z/Galvano mit Ludger Beerbaum, For Pleasure v. Furioso II/Grannus mit Marcus Ehning und Esprit FRH v. Eiger/Fürst Ferdinand mit Lars Nieberg
- 2000 Sydney – Mannschaftsgold Dressur: Gigolo FRH v. Graditz/Busoni xx mit Isabell Werth
- 2004 Athen – Einzelgold Dressur: Salinero v. Salieri/Lungau mit Anky van Grunsven
- 2004 Athen – Mannschaftsgold Dressur: Bonaparte v. Bon Bonaparte/Consul mit Heike Kemmer, Wansuela suerte v. Warkant/Wachmann mit Hubertus Schmidt und Weltall VA v. Weltmeyer/Picard mit Martin Schaudt

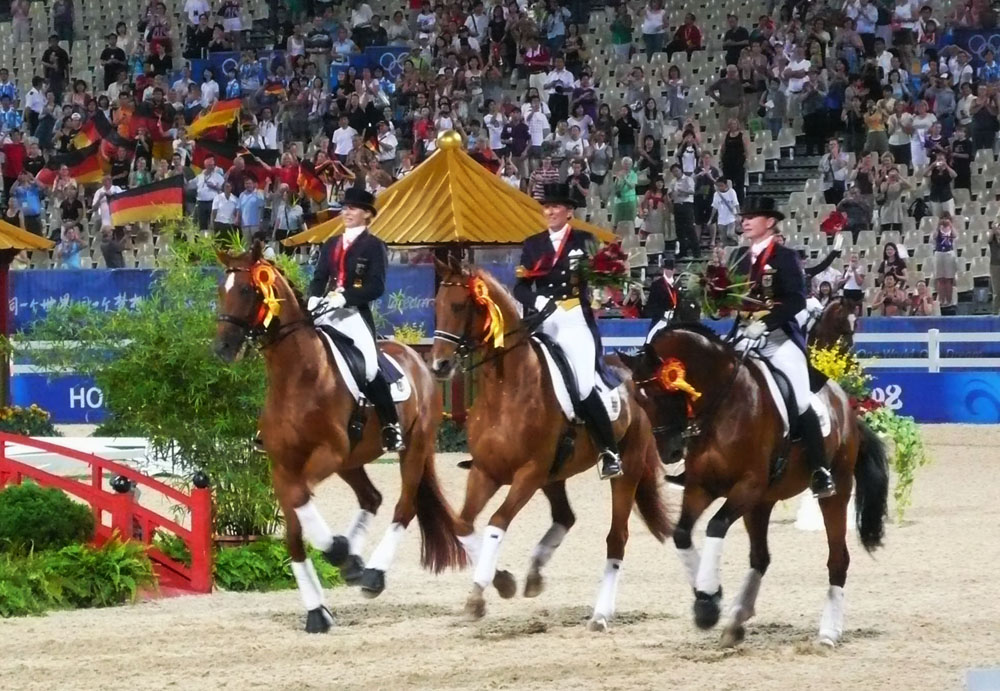
In Hongkong gewannen drei Hannoveraner die Mannschaftsgoldmedaille

- 2008 Hongkong – Einzelgold Dressur: Salinero v. Salieri/Lungau mit Anky van Grunsven
- 2008 Hongkong – Mannschaftsgold Dressur: Bonaparte v. Bon Bonaparte/Consul mit Heike Kemmer, Satchmo v. Sao Paulo/Legat mit Isabell Werth und Elvis VA v. Espri/Garibaldi II mit Nadine Capellmann
- 2008 Hongkong – Mannschaftsgold Vielseitigkeit: FRH Butts Abraxxas v. Heraldik xx/Kronenkranich xx mit Ingrid Klimke und FRH Butts Leon v. Heraldik xx/Star Regent xx mit Andreas Dibowski
- 2012 London – Mannschaftsgold Vielseitigkeit: FRH Butts Abraxxas v. Heraldik xx/Kronenkranich xx mit Ingrid Klimke
- 2016 Rio de Janeiro – Mannschaftsgold Dressur: Desperados FRH v. De Niro/Wolkenstein II mit Kristina Bröring-Sprehe, Showtime FRH v. Sandro Hit/Rotspon mit Dorothee Schneider

### Weltmeister

#### Springen
- 1986 Aachen Einzelwertung: Mr. T v. Wohlan/Pik As xx mit Gail Greenough
- 1986 Aachen Mannschaftswertung: The Natural v. Diskus/Gotthard mit Katharine Burdsall
- 1994 Den Haag Mannschaftswertung: Ratina Z v. Ramiro/Alme Z mit Ludger Beerbaum
- 1998 Rom Mannschaftswertung: Esprit FRH v. Eiger/Fürst Ferdinand mit Lars Nieberg
- 2010 Lexington Mannschaftswertung: Checkmate v. Contender/Pik Bube II mit Meredith Michaels-Beerbaum

#### Dressur
- 1974 Kopenhagen Einzelwertung: Mehmed v. Ferdinand/Altried mit Reiner Klimke
- 1974 Kopenhagen Mannschaftswertung: Mehmed v. Ferdinand/Altried mit Reiner Klimke und Liostro v. Der Löwe xx/Dolmann mit Karin Schlüter
- 1978 Goodwood Mannschaftswertung: Woyceck v. Wunsch II/Deputant mit Harry Boldt und Slibowitz v. Servus/Abhang II mit Uwe Schulten-Baumer jun.
- 1990 Stockholm Mannschaftswertung: Golfstrom v. Grenadier/Eindruck mit Ann-Kathrin Kroth
- 1994 Den Haag Einzelwertung: Gigolo FRH v. Graditz/Busoni xx mit Isabell Werth
- 1994 Den Haag Mannschaftswertung: Gigolo FRH v. Graditz/Busoni xx mit Isabell Werth
- 1998 Rom Einzelwertung: Gigolo FRH v. Graditz/Busoni xx mit Isabell Werth
- 1998 Rom Mannschaftswertung: Gigolo FRH v. Graditz/Busoni xx mit Isabell Werth
- 2002 Jerez de la Frontera Mannschaftswertung: Piccolino v. Prince Thatch xx/Ganymed mit Klaus Husenbeth
- 2006 Aachen Grand Prix Special: Satchmo v. Sao Paulo/Legat mit Isabell Werth
- 2006 Aachen Grand Prix Kür: Salinero v. Salieri/Lungau mit Anky van Grunsven
- 2006 Aachen Mannschaftswertung: Wansuela suerte v. Warkant/Wachmann mit Hubertus Schmidt, Bonaparte v. Bon Bonaparte/Consul mit Heike Kemmer, Elvis VA v. Espri/Garibaldi II mit Nadine Capellmann und Satchmo v. Sao Paulo/Legat mit Isabell Werth
- 2010 Lexington Mannschaftswertung: Sunrise v. Singular Joter/Werther mit Imke Schellekens-Bartels
- 2014 Caen Mannschaftswertung: Desperados FRH v. De Niro/Wolkenstein II mit Kristina Sprehe und D'Agostino FRH v. De Niro/Shogun xx mit Fabienne Lütkemeier

#### Vielseitigkeit
- 2006 Aachen Mannschaftswertung: Air Jordan v. Amerigo Vespucci xx/Wittensee mit Frank Ostholt
- 2014 Caen Mannschaftswertung: FRH Escada JS v. Embassy/Lehnsherr mit Ingrid Klimke

### Weltcupsieger

#### Springen
- 1979 Göteborg: Gladstone v. Götz/Weingau und Hugo Simon
- 1984 Göteborg: Aramis v. Argentan/Einglas und Mario Deslauriers
- 1987 Paris: The Natural v. Diskus/Gotthard und Katharine Burdsall
- 1992 Del Mar: Genius v. Genever/Don Carlos und Thomas Frühmann
- 1993 Göteborg: Ratina Z v. Ramiro/Alme und Ludger Beerbaum
- 1995 Göteborg: Dollar Girl v. Dynamo/Salem und Nick Skelton
- 1996 Genf: E.T. FRH v. Espri/Garibaldi II und Hugo Simon
- 1997 Göteborg: E.T. FRH v. Espri/Garibaldi II und Hugo Simon
- 2005 Las Vegas: Shutterfly v. Silvio/Forrest xx und Meredith Michaels-Beerbaum
- 2008 Göteborg: Shutterfly v. Silvio/Forrest xx und Meredith Michaels-Beerbaum
- 2009 Las Vegas: Shutterfly v. Silvio/Forrest xx und Meredith Michaels-Beerbaum

#### Dressur
- 1998 Göteborg: Walk on Top v. Wenzel/Absatz mit Louise Nathhorst
- 2003 Göteborg: Brentina v. Brentano II/Lungau mit Debbie McDonald
- 2004 Düsseldorf: Salinero v. Salieri/Lungau mit Anky van Grunsven
- 2005 Las Vegas: Salinero v. Salieri/Lungau mit Anky van Grunsven
- 2006 Amsterdam: Salinero v. Salieri/Lungau mit Anky van Grunsven
- 2007 Las Vegas: Warum Nicht FRH v. Weltmeyer/Wenzel mit Isabell Werth
- 2008 's-Hertogenbosch: Salinero v. Salieri/Lungau mit Anky van Grunsven

### Europameister

#### Springen
- 1971 Aachen Einzelwertung: Simona v. Weingeist/Angola mit Hartwig Steenken
- 1975 München Einzelwertung: Warwick Rex v. Wortschwall/Allwieder mit Alwin Schockemöhle
- 1975 München Mannschaftswertung: Warwick Rex v. Wortschwall/Allwieder mit Alwin Schockemöhle und Erle mit Hartwig Steenken
- 1979 Rotterdam Mannschaftswertung: Queensway Big Q v. Gotthard mit David Broome
- 1981 München Einzelwertung: Deister v. Diskant/Adlerschild xx mit Paul Schockemöhle
- 1981 München Mannschaftswertung: Deister v. Diskant/Adlerschild xx mit Paul Schockemöhle
- 1983 Hickstead Einzelwertung: Deister v. Diskant/Adlerschild xx mit Paul Schockemöhle
- 1985 Dinard Einzelwertung: Deister v. Diskant/Adlerschild xx mit Paul Schockemöhle
- 1991 La Baule Mannschaftswertung: Ratina Z v. Ramiro/Alme mit Piet Raijmakers und Top Gun la Silla v. Grannus/Winnetou mit Jan Tops
- 1997 Mannheim Einzelwertung: Ratina Z v. Ramiro/Alme mit Ludger Beerbaum
- 1997 Mannheim Mannschaftswertung: Ratina Z v. Ramiro/Alme mit Ludger Beerbaum und For Pleasure v. Furioso/Grannus mit Lars Nieberg
- 1999 Hickstead Mannschaftswertung: For Pleasure v. Furioso II/Grannus mit Lars Nieberg
- 2003 Donaueschingen Mannschaftswertung: Goldfever v. Grosso Z/Galvano mit Ludger Beerbaum und For Pleasure v. Furioso II/Grannus mit Marcus Ehning
- 2005 San Patrignano Mannschaftswertung: Checkmate v. Contender/Pik Bube II mit Meredith Michaels-Beerbaum
- 2007 Mannheim Einzelwertung: Shutterfly v. Silvio/Forrest xx mit Meredith Michaels-Beerbaum
- 2011 Madrid Mannschaftswertung: Gotha FRH v. Goldfever/Prestige Pilot mit Ludger Beerbaum

#### Dressur
- 1967 Aachen Einzelwertung: Dux v. Duellant/Staatsanwalt mit Reiner Klimke
- 1967 Aachen Mannschaftswertung: Duxv. Duellant/Staatsanwalt mit Reiner Klimke
- 1969 Wolfsburg Mannschaftswertung: Dux v. Duellant/Staatsanwalt mit Reiner Klimke
- 1971 Wolfsburg Mannschaftswertung: Dux v. Duellant/Staatsanwalt mit Reiner Klimke
- 1973 Aachen Einzelwertung: Mehmed v. Ferdinand/Altried mit Reiner Klimke
- 1973 Aachen Mannschaftswertung: Mehmedv. Ferdinand/Altried mit Reiner Klimke
- 1975 Kiew Mannschaftswertung: Woyceck v. Wunsch II/Deputant mit Harry Boldt, Liostro v. Der Löwe xx/Dolmann mit Karin Schlüter und Mitsouko v. Duellant/Folgsam mit Ilsebill Becher
- 1977 St. Gallen Mannschaftswertung: Woyceck v. Wunsch II/Deputant mit Harry Boldt und Slibowitz v. Servus/Abhang II mit Uwe Schulten-Baumer
- 1979 Aarhus Mannschaftswertung: Woyceck v. Wunsch II/Deputant mit Harry Boldt und Slibowitz v. Servus/Abhang II mit Uwe Schulten-Baumer
- 1981 Laxenburg Mannschaftswertung: Madras v. Monaco/Elegant mit Uwe Schulten-Baumer
- 1983 Aachen Mannschaftswertung: Madras v. Monaco/Elegant mit Uwe Schulten-Baumer
- 1985 Kopenhagen Mannschaftswertung: Madras v. Monaco/Elegant mit Uwe Schulten-Baumer
- 1985 Mondorf-le Bains Mannschaftswertung: Weingart v. Windhuk/Grande mit Isabell Werth
- 1991 Donaueschingen Grand Prix Special: Gigolo FRH v. Graditz/Busoni xx mit Isabell Werth
- 1991 Donaueschingen Mannschaftswertung: Gigolo FRH v. Graditz/Busoni xx mit Isabell Werth
- 1993 Lipica Grand Prix Special: Gigolo FRH v. Graditz/Busoni xx mit Isabell Werth
- 1993 Lipica Mannschaftswertung: Gigolo FRH v. Graditz/Busoni xx mit Isabell Werth und Grunox v. Grunewald/Absatz mit Monica Theodorescu
- 1995 Mondorf-le Bains Einzelwertung: Gigolo FRH v. Graditz/Busoni xx mit Isabell Werth
- 1995 Mondorf-le Bains Mannschaftswertung: Gigolo FRH v. Graditz/Busoni xx mit Isabell Werth
- 1997 Verden Einzelwertung: Gigolo FRH v. Graditz/Busoni xx mit Isabell Werth
- 1997 Verden Mannschaftswertung: Gigolo FRH v. Graditz/Busoni xx mit Isabell Werth
- 1999 Arnheim Mannschaftswertung: Antony FRH v. Argument/Wenzel mit Isabell Werth
- 2001 Verden Mannschaftswertung: Antony FRH v. Argument/Wenzel mit Isabell Werth
- 2003 Hickstead Mannschaftswertung:  Satchmo v. Sao Paulo/Legat mit Isabell Werth, Bonaparte v. Bon Bonaparte/Consul mit Heike Kemmer und Piccolino v. Prince Thatch xx/Ganymed mit Klaus Husenbeth
- 2005 Hagen Einzelwertung: Salinero v. Salieri/Lungau und Anky van Grunsven
- 2005 Hagen Mannschaftswertung: Wansuela suerte v. Warkant/Wachmann mit Hubertus Schmidt, Bonaparte v. Bon Bonaparte/Consul mit Heike Kemmer und Piccolino v. Prince Thatch xx/Ganymed mit Klaus Husenbeth
- 2007 La Mandria Mannschaftswertung: Salinero v. Salieri/Lungau und Anky van Grunsven und Sunrise v. Singular Joter/Werther mit Imke Schellekens-Bartels
- 2009 Windsor Mannschaftswertung: Salinero v. Salieri/Lungau und Anky van Grunsven und Sunrise v. Singular Joter/Werther mit Imke Schellekens-Bartels
- 2013 Herning Mannschaftswertung: Desperados FRH v. De Niro/Wolkenstein II, Kristina Sprehe, D'Agostino v. De Niro/Shogun xx mit Fabienne Lütkemeier und Don Johnson FRH v. Don Frederico/Warkant mit Isabell Werth

#### Vielseitigkeit
- 2011 Luhmühlen Mannschaftswertung: FRH Butts Abraxxas v. Heraldik xx/Kronenkranich xx mit Ingrid Klimke und FRH Fantasia v. Federweißer/Quasi Roi mit Andreas Dibowski
- 2013 Malmö Mannschaftswertung: FRH Escada JS v. Embassy/Lehnsherr mit Ingrid Klimke und FRH Butts Avedon v. Heraldik xx/Kronenkranich xx mit Andreas Dibowski